# The Castaways
The Castaways est un groupe de garage rock américain, originaire de Minneapolis, dans le Minnesota. Le groupe est uniquement actif dans les années 1960.

## Biographie
Le groupe est formé en 1962 à Minneapolis autour du guitariste Roy Hensley, du bassiste Dick Roby et du batteur Denny Craswell pour jouer lors de fêtes et de soirées universitaires. Obtenant beaucoup de succès à l'échelle locale, le groupe s'enrichit de deux nouveaux membres, le guitariste Bob Folschow et le claviériste Jim Donna. 
En 1965, le groupe enregistre le single Liar, Liar, son plus grand succès, qui occupe la 12e place du Billboard Hot 100. Le groupe sort plusieurs autres singles entre 1965 et 1968 mais n'arrive pas à rééditer son succès et n'enregistre plus de chansons après 1968. La formation ne se sépare néanmoins jamais officiellement et se produit régulièrement en concert dans les décennies suivantes.
Le bassiste Hensley meurt le 8 juin 2005, et est inhumé à Lewisville, Minnesota. Le batteur Dennis Craswell sera membre fondateur du groupe de rock local des années 1960 Crow (désormais rebaptisé The Original Castaway).

## Discographie

### Singles
- 1965 : Liar, Liar / Sam[3]
- 1965 : Goodbye Babe / A Man's Gotta Be a Man[3]
- 1967 : She's a Girl in Love / Why this Should Happen to Me[3]
- 1967 : I Feel So Fine / Hit the Road Jack[3]
- 1968 : Walking in Different Circles / Just on High[3]
- 1968 : Lavender Popcorn / What Kind of Face[3]